# The Vegetable Orchestra

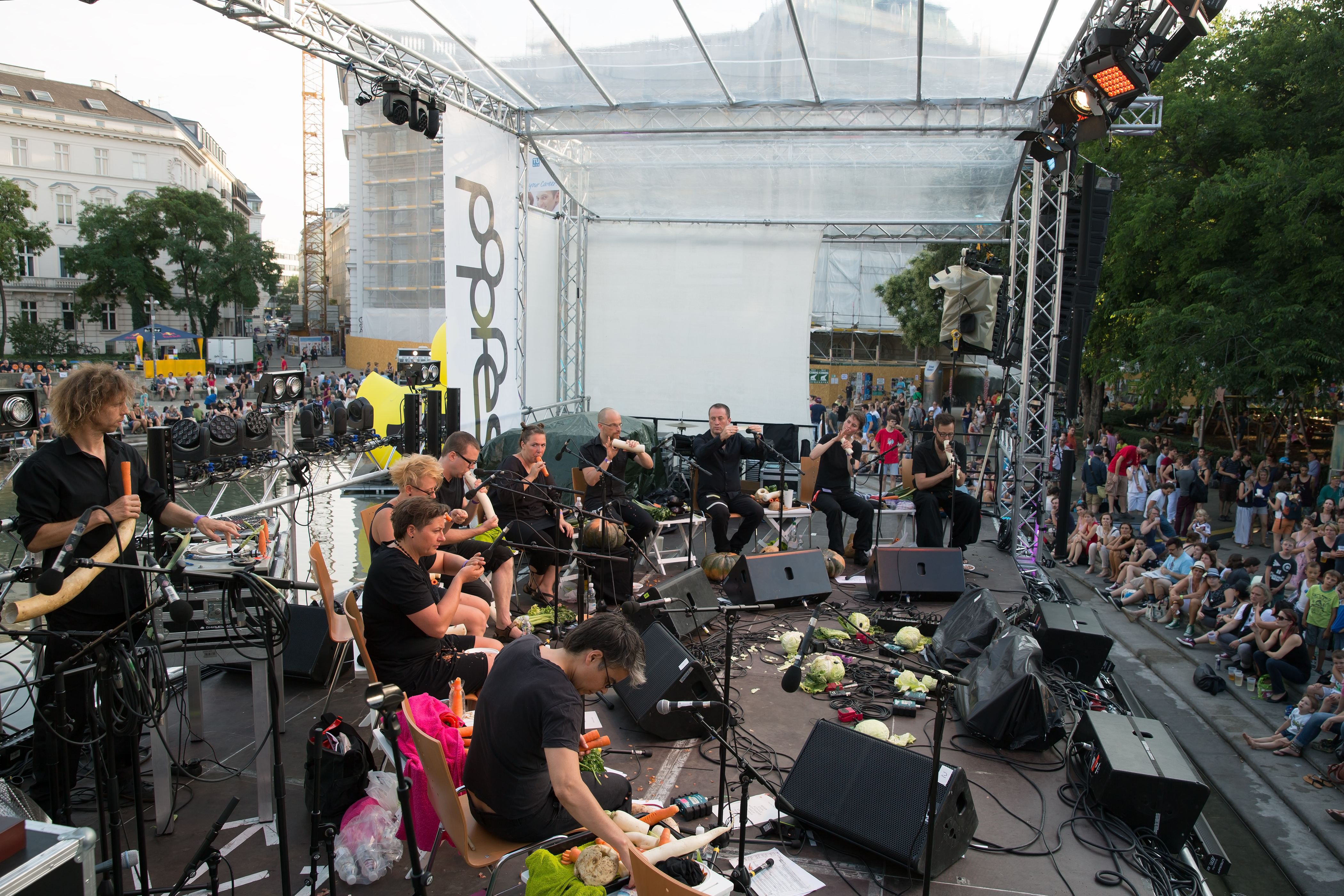
The Vegetable Orchestra (Popfest 2015)

The Vegetable Orchestra (auch: Das erste Wiener Gemüseorchester, The Vienna Vegetable Orchestra, Das Gemüseorchester) benutzt die verschiedensten Gemüsesorten als Musikinstrumente.
Gegründet wurde dieses ungewöhnlich instrumentierte Orchester im Jänner 1998 in Wien. Seit damals gehören ihm bis zu zwölf Personen an, die sich auf die unterschiedlichsten Arten mit Kunst und Musik beschäftigen.

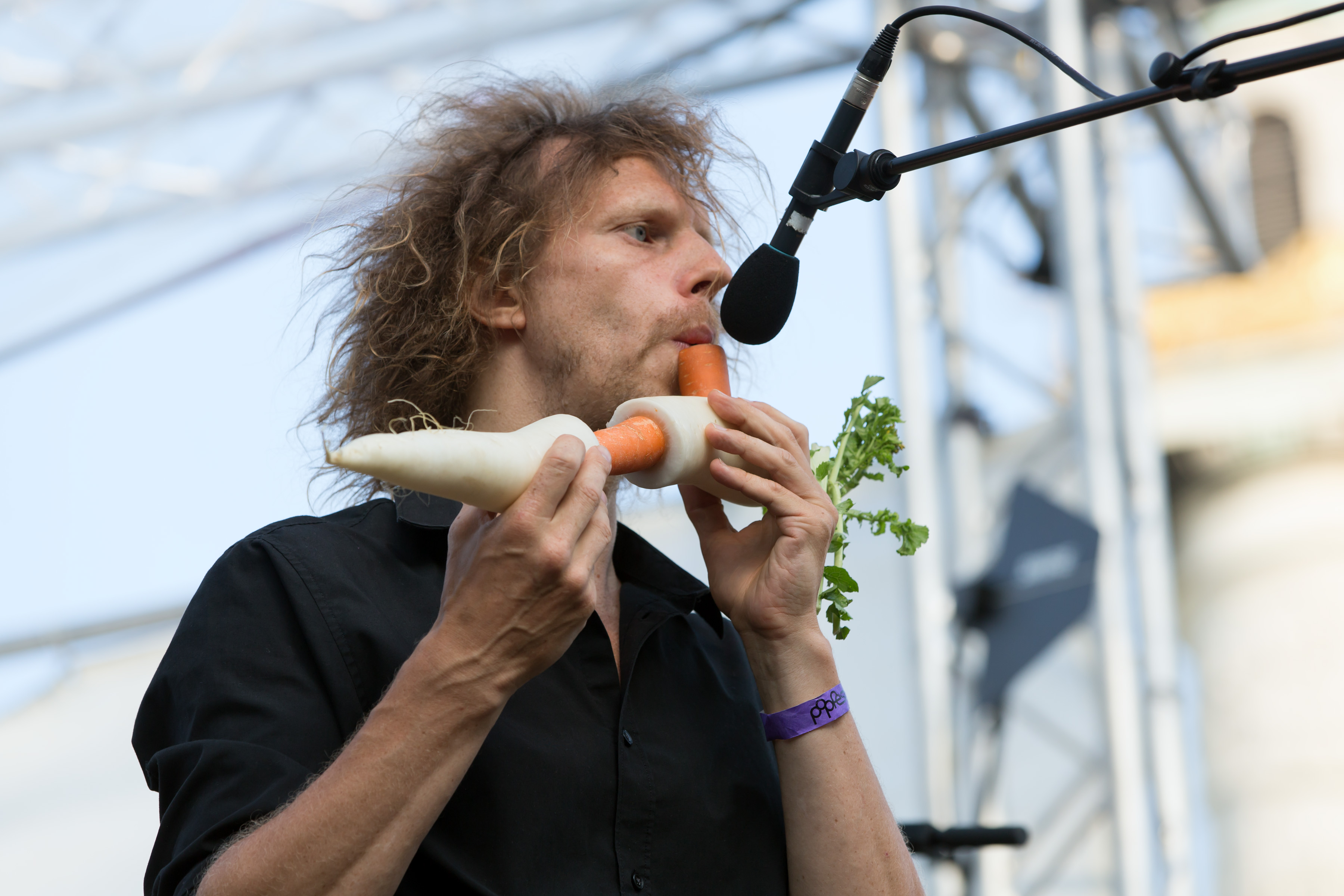
The Vegetable Orchestra

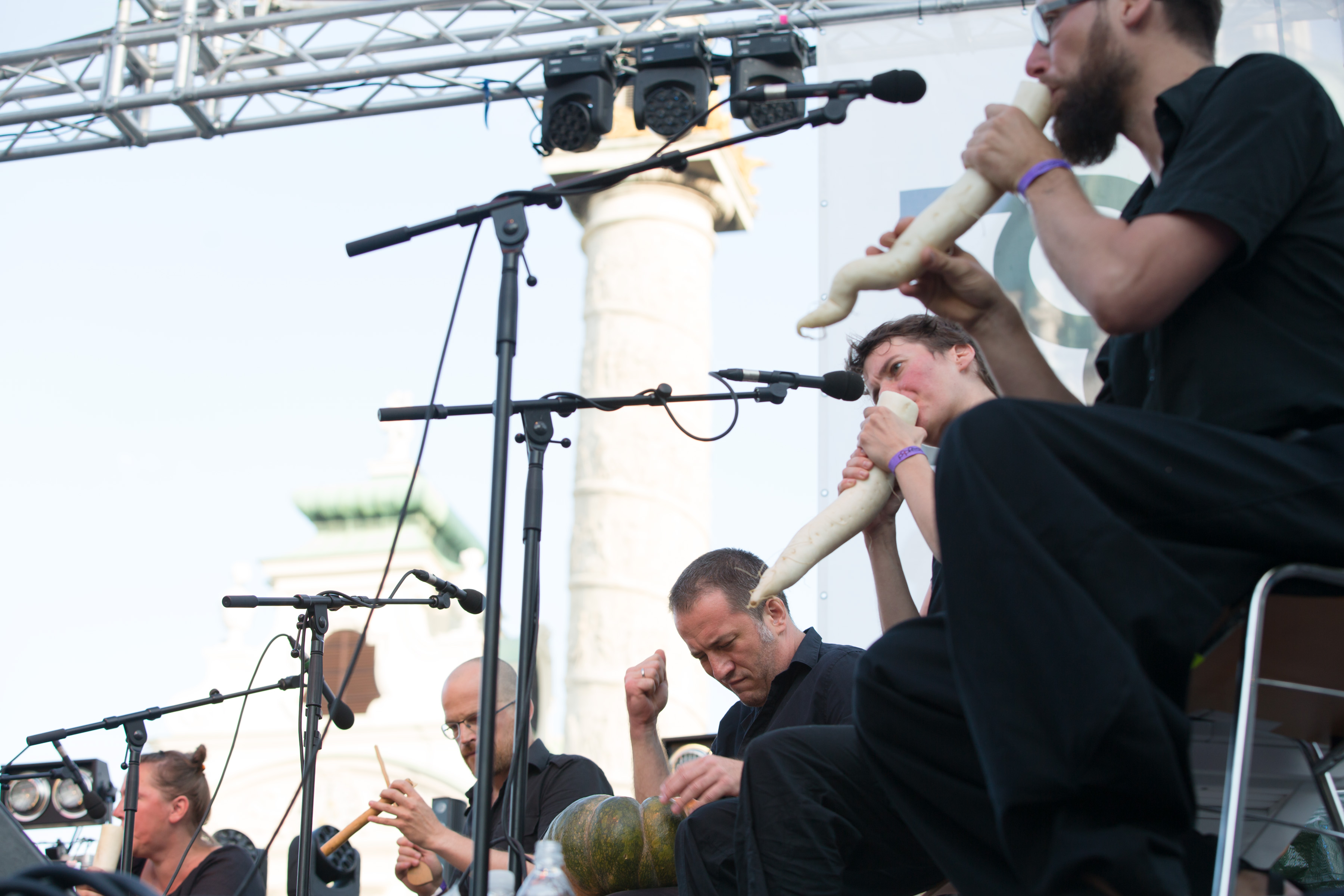
The Vegetable Orchestra

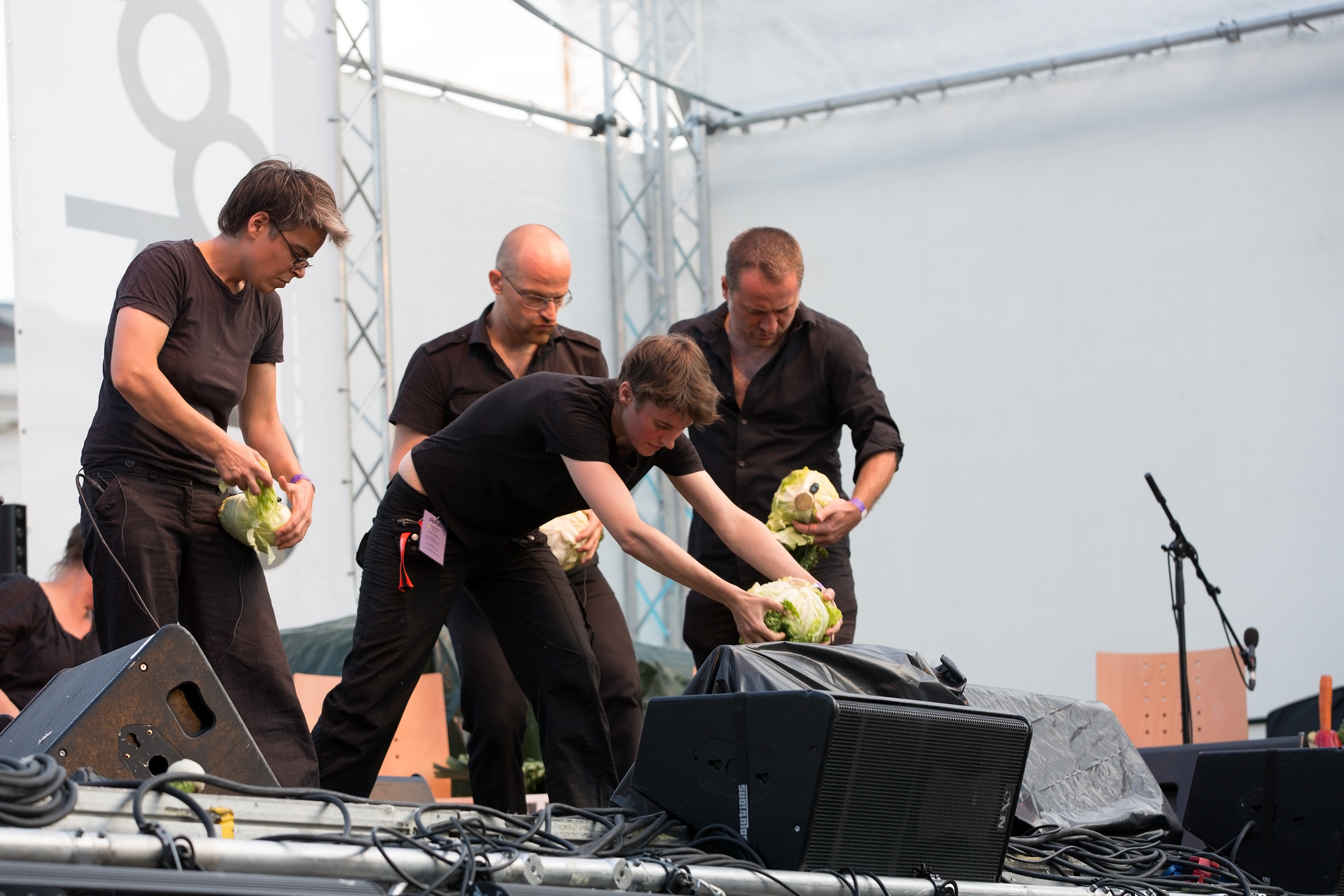
The Vegetable Orchestra

Als Instrumente dienen die verschiedensten Arten von Gemüse, beispielsweise ausgehöhlte Gurken oder Karotten als Flöten oder (mit einem Schalltrichter aus Paprikaschoten) als Trompeten. Gelegentlich werden auch Küchengeräte wie Mixer, Entsafter, Messer oder Reibeisen zur klanglichen Unterstützung verwendet. Essentiell für die Gemüsemusik ist die Zusammenarbeit mit der Tontechnik des Ensembles. Mit Hilfe einer speziellen Mikrofonierung – einer Mischung aus Kondensator-, Gesangs- und Kontaktmikrofonen – wird die Verstärkung der oft sehr sensiblen und leisen Töne der vegetabilen Klangkörper ermöglicht.
Gespielt wird nach Noten, aber nicht nach den Altgewohnten, sondern graphische Felder zeigen den Musikern an, wann ihr Einsatz im Stück kommt. Ihnen wird allerdings freigestellt, wie sie diesen Zeitraum nutzen, ob für längere Töne oder kürzere, laute oder leise. Das sorgt gemeinsam mit dem Umstand, dass für jeden Auftritt des Gemüseorchesters die Instrumente neu gefertigt werden müssen und diese ohnehin anders als traditionelle Instrumente klingen, auch bei bekannten Musikstücken – egal, ob klassisch oder modern – für ein neues Hörerlebnis. Zum Repertoire des Orchesters zählen Eigenkompositionen sowie Interpretationen beispielsweise von Stücken von Igor Stravinsky, den deutschen Elektronikpionieren Kraftwerk und der Wiener Klangformation Radian.
Als Zugabe wird bei vielen Konzerten eine Gemüsesuppe an die Konzertbesucher verteilt, die von einem zum Orchester gehörenden Koch bereits vor dem Konzert vorbereitet wurde.
Das Orchester tritt in Europa, USA und Asien auf, unter anderem im Wiener Konzerthaus, bei den Osterfestspielen Salzburg, dem Sonar (Festival) in Barcelona, während des RomaEuropa Festival in Rom und in der Royal Festival Hall in London.
Der Fernsehsender ARTE widmete ihnen eine Dokumentation.
Als Inspirationsquellen für dieses weltweit einzigartige Orchester können Musikauffassungen des Fluxus, wie Kompositionen von John Cage (Branches, 1976), aber auch starke Einflüsse aus der Klangkunst und experimentellen und elektronischen Musik in Betracht gezogen werden. Seit 2004 arbeitet das Orchester wahlweise mit verschiedenen Videokünstlern zusammen, die das Klangerlebnis mittels spezieller Mikrokameras auf der Bühne um eine visuelle Ebene erweitern. Ein Auftritt des Gemüseorchesters ist eine spannungsvolle Mischung aus Performance und Konzert.

## Ensemble
Das Ensemble ist eine heterogene Gruppe von Künstlern, die ihre Interdisziplinarität als wesentlichen Bestandteil ihres musikalischen Selbstbildes begreifen, daher gemeinsam an der Erforschung und Weiterentwicklung der Gemüsemusik arbeiten und sich selbst als „GemüsikerInnen“ bezeichnen. So befinden sich neben ausgebildeten Musikern sowohl Bildhauer, Architekten und Designer als auch Medienkünstler, Schriftsteller und Soundpoeten im Orchester. Bisherige und derzeitige Ensemblemitglieder sind: Jürgen Berlakovich, Alen Brodnjak, Verena Fuchs, Nikolaus Gansterer, Susanna Gartmayer, Sabine Höllwerth, Uschi Janig, Barbara Kaiser, Stefan Kühn, Chris Mach, Matthias Meinharter, Jörg Piringer, Ernst Reitermaier, Richard Repey, Ingrid Schlögl, Maria Steinauer, Ulrich Troyer, Stefan Voglsinger, Thomas Weninger, Tamara Wilhelm, Martina Winkler.

## Diskografie
- Das Erste Wiener Gemüseorchester – Gemise (Album, Format: CD, Label: Extraplatte bzw. Institut für transakustische Forschung / 1999)
- The Vegetable Orchestra / Das Erste Wiener Gemüseorchester – Automate (Album, Format: CD, Label: transacoustic research, Vertrieb: Extraplatte / 2003)
- The Vegetable Orchestra – Onionoise (Album, Format: CD, Label: transacoustic research/monkey, Vertrieb: rough trade / 2010)
- The Vegetable Orchestra – Green Album (Album, Format: CD / LP / Digital, Label: transacoustic research / 2018)
- The Vegetable Orchestra – Transplants Versions feat. Mystica Tribe (Single, Format: 7'' / Digital, Label: transacoustic research / 2020)

Weitere Veröffentlichungen:
- Construction Sounds (CD-Sampler / 1999)
- Hearings (CD-Sampler, transacoustic research / 2003)

## Anderes Gemüseorchester
- London Vegetable Orchestra, Auftritte: 2019, 2025[1][2]